# Pitcairnia heerdeae
Pitcairnia heerdeae är en gräsväxtart som beskrevs av Elvira Angela Gross och Werner Rauh. Pitcairnia heerdeae ingår i släktet Pitcairnia och familjen Bromeliaceae.
Artens utbredningsområde är Colombia. Inga underarter finns listade i Catalogue of Life.